# Городище (Слуцкий район)
Городище (бел. Гарадзі́шча) — деревня в Слуцком районе Минской области Республики Беларусь. В составе Бокшицкого сельсовета.

## География
Расстояние от деревни Городище до города Слуцка составляет 9 километров, до города Минска 89 километров.

## История
В 1909 году входила в состав Греской волости Слуцкого уезда Минской губернии.
Деревня была основана до 1864 года. В 1941 году Городище и близлежащие населённые пункты были оккупированы нацистской Германией. В 1944 году в результате контрнаступления СССР Городище и близлежащие населённые пункты были освобождены.
В послевоенные годы в посёлке установили мемориал памяти советских войск.

## Население

### Численность
- 2009 год — 286 жителей

### Динамика
- 1909 год — 360 жителей, 47 дворов[2]
- 1999 год — 394 жителей (перепись населения)
- 2009 год — 286 жителей (перепись населения)[2]

## Инфраструктура
- Продуктовый магазин.
- Детская площадка.
- Футбольное поле.
- Небольшой парк.

## Достопримечательность

### Памятник, скульптура
- Мемориал памяти советских войск.
- Памятник писателю Яну Скрыгану (16.11.2023). Вблизи деревни Городище, на дороге Н-9477 Городище — Гольчичи — Жилин Брод